# Sân bay Talagi
Sân bay Talagi (tiếng Nga: Аэропорт Талаги) (IATA: ARH, ICAO: ULAA) là một sân bay quốc tế phục vụ Arkhangelsk, Nga. Sân bay này nằm cách trung tâm thành phố 11 km. Năm 2001, sân bay này đã phục vụ 105.797 lượt khách và 921 tấn hàng hóa.
Sân bay này đã được thiết lập ngày 5 tháng 2 năm 1963. Đỉnh cao của sân bay này là năm 1990 với 952.457 lượt khách.
Lực lượng phòng không Xô Viết đã hoạt động tại đây (đơn vị 518 IAP) với máy bay Tupolev Tu-128 từ 1966 trở đi. Sân bay này đã tiếp nhận máy bay MiG-31 trong thập niên 1980 . Đơn vị này đã bị giải thể năm 1998.

## Các hãng hàng không và các điểm đến
- Aeroflot-Nord (Amderma, Anapa, Apatity, Kotlas, Leshukonskoye, Mezen, Moskva-Sheremetyevo, Naryan-Mar, Murmansk, Petrozavodsk, St. Peterburg, Sochi, Solovetsky, Tromsø, Usinsk)[3][4]
- Rossiya (St. Peterburg)[3]

## Giao thông mặt đất

### Taxi
Taxi ở sân bay đi trung tâm thành phố Talagi mất 200 rúp Nga.